# Малый Ляховский
Ма́лый Ля́ховский (якут. Ляхов кыра арыыта) — остров в России в Якутии. Находится в море Лаптевых, севернее острова Большой Ляховский. Их разделяет пролив Этерикан, шириной около 14 км.
Назван в честь русского путешественника Ивана Ляхова, который открыл острова в 1773 году.
Длина острова около 42 км, ширина 28 км, площадь 1325 км². К северу находится остров Котельный, отделённый от Малого Ляховского проливом Санникова, шириной 55 км. К западу, в 118 км, находится остров Столбовой. Поверхность острова плоская, на нём находятся озёра Тинкир-Кюеле и около 10 рек.

## Малоляховский мамонт
В 2012 году на острове Малый Ляховский был найден малоляховский мамонт (Mammuthus primigenius) с незамерзающей кровью, живший ок. 43 тыс. лет назад. По данным изучения митохондриального генома малоляховский мамонт (NCBI GenBank accession number MF770243) является близким родственником шерстистых мамонтов с территории Восточной Сибири и Аляски и мамонтов из Европейской части России. Вся эта группа мамонтов произошла от общего предка, жившего 342—172 тыс. лет назад.

### Топографические карты
- Лист карты S-54-XV,XVI о. Мал. Ляховский. Масштаб: 1 : 200 000. Состояние местности на 1981 год. Издание 1989 г.
- Лист карты S-54-XXI,XXII п-ов Кигилях. Масштаб: 1 : 200 000. Состояние местности на 1981 год. Издание 1989 г.